# Mount Gjertsen
Mount Gjertsen ist ein 2420 m hoher Berg im westantarktischen Marie-Byrd-Land. Er ragt 3 km nordöstlich des Mount Grier in den La Gorce Mountains auf.
Entdeckt wurde er im Dezember 1934 durch die geologische Mannschaft um Quin Blackburn (1900–1981) bei der zweiten Antarktisexpedition (1933–1935) des US-amerikanischen Polarforschers Richard Evelyn Byrd. Dieser benannte ihn nach seinem norwegischen Eispiloten Hjalmar Fredrik Gjertsen (1885–1958), der zuvor Zweiter Maat an Bord der Fram bei der Südpolexpedition (1910–1912) des norwegischen Polarforschers Roald Amundsen gewesen war. Byrd trug damit der Benennung eines Berges durch Amundsen Rechnung, der später nicht mehr identifiziert werden konnte.